# Грейсленд (телесериал)
«Гре́йсленд» (англ. Graceland) — американский телесериал, транслируемый на канале USA Network c 2013 года. Создателем сериала является Джефф Интимин, работающий также с «Белым воротничком».
10 сентября 2013 было объявлено, что «Грейсленд» продлен на второй сезон, который  состоит из 13 серий и вышел в эфир летом 2014 года.. 12 ноября 2014 года телеканал USA Network официально продлил сериал на третий сезон, который будет содержать 13 серий 1 октября 2015 года канал закрыл сериал.

## Сюжет
Несколько молодых людей, работающие в разных спецслужбах, живут под прикрытием в доме под названием Грейсленд, находящемся на Калифорнийском берегу. В Грейсленд приезжает молодой, но успешный выпускник ФБР. С этого момента команда пытается накрыть массовое распространение наркотиков.

## В ролях
- Пол Бриггс (Дэниел Санжата) — агент ФБР.
- Майк Уоррен (Аарон Твейт) — агент ФБР.
- Кэтрин «Чарли» ДеМарко (Ванесса Ферлито) — агент ФБР.
- Джонни Тутурро (Мэнни Монтана) — агент ФБР.
- Пэйдж Аркин (Серинда Суон) — агент УБН.
- Дэйл Джейкс (Брэндон Джей МакЛарен) — агент Таможенной службы.

## Эпизоды
| Сезон | Сезон | Эпизоды | Оригинальная дата показа | Оригинальная дата показа |
| Сезон | Сезон | Эпизоды | Премьера сезона          | Финал сезона             |
| ----- | ----- | ------- | ------------------------ | ------------------------ |
|       | 1     | 12      | 6 июня 2013              | 12 сентября 2013         |
|       | 2     | 13      | 11 июня 2014             | 10 сентября 2014         |
|       | 3     | 13      | 25 июня 2015             | 17 сентября 2015         |

### Сезон 1 (2013)
| № общий | № в сезоне | Название                                  | Режиссёр          | Автор сценария                | Дата премьеры    | Зрители в США (млн) |
| --- | ---------- | ----------------------------------------- | ----------------- | ----------------------------- | ---------------- | ------------------- |
| 1 | 1          | «Пилотная серия» «Pilot»                  | Рассел Ли Файн    | Джефф Истин                   | 6 июня 2013      | 3.32                |
| Начало истории 6 агентов спецслужб, живущих под одной крышей под прикрытием. |            |                                           |                   |                               |                  |                     |
| 2 | 2          | «Гуадалахарский хотдог» «Guadalajara Dog» | Рассел Ли Файн    | Джефф Истин                   | 13 июня 2013     | 2.77                |
| Бриггс и Майк сталкивают соперничающие банды друг с другом. Майк узнает, что жизнь под прикрытием имеет свои нравственные осложнения                                                                                     |            |                                           |                   |                               |                  |                     |
| 3 | 3          | «Отрыв» «Heat Run»                        | Ренни Харлин      | Стефен Годчо                  | 20 июня 2013     | 2.27                |
| Бриггс помогает Лорен с её делом против Русской мафии. Криминальный доносчик Чарли оказывается ненадежным во время торговли наркотиками.                                                                                 |            |                                           |                   |                               |                  |                     |
| 4 | 4          | «Картонка» «Pizza Box»                    | Сэнфорд Букставер | Дэниэл Шаттук и Кира Морисетт | 27 июня 2013     | 2.33                |
| Майка вербует нигерийский наркобарон, чтобы тот обучал его банду стрелять. Пейдж заставляет Джейкса и Джонни работать под прикрытием с владельцем плантаций марихуаны.                                                   |            |                                           |                   |                               |                  |                     |
| 5 | 5          | «Эйфория» «O-Mouth»                       | Ренни Харлин      | Мэттью Негрете                | 11 июля 2013     | 1.88                |
| Майк все глубже внедряется в группу Белло. Бриггс и Чарли восстанавливают свои прежние личности. |            |                                           |                   |                               |                  |                     |
| 6 | 6          | «Клин клином» «Hair of the Dog»           | Дэвид Стрейтон    | Эндрю Колвилл                 | 18 июля 2013     | 1.90                |
| Майк убеждает Белло ограбить наркокартель. Бриггс помогает Чарли скрыть её плохие решения. |            |                                           |                   |                               |                  |                     |
| 7 | 7          | «Прощальная доза» «Goodbye High»          | Рассел Ли Файн    | Джо Хендерсон                 | 25 июля 2013     | 2.02                |
| Чарли решает рассказать всем о своей облаве. Майк думает, что его расследование близится к концу. |            |                                           |                   |                               |                  |                     |
| 8 | 8          | «Обмен» «Bag Man»                         | Ренни Харлин      | Райан Скотт                   | 8 августа 2013   | 2.22                |
| Новый союз Бриггса и Белло проходит испытание на прочность, когда члены картеля Каза ставят им смертельный ультиматум. Впоследствии Майк вынужден выйти за рамки своих возможностей ради блага дела.                     |            |                                           |                   |                               |                  |                     |
| 9 | 9          | «Сигнал тревоги» «Smoke Alarm»            | Пол Холахан       | Аарон Фуллертон               | 15 августа 2013  | 2.01                |
| Последняя стычка Белло с картелем Каза стала причиной войны, которую Грейсленд должен остановить. Охотясь на Одина, Чарли встречает неожиданного союзника, а Бриггсу приходится встретиться со своим прошлым.            |            |                                           |                   |                               |                  |                     |
| 10 | 10         | «Королевский замок» «King's Castle»       | Шарлотта Зилинг   | Дэниэл Шаттук                 | 22 августа 2013  | 2.18                |
| Обстановка накаляется и взаимоотношения на грани, когда Чарли узнает секрет Бриггса и начинает работать с федералами, чтобы узнать правду. Майк обнаруживает, что Хуан пропал и что в этом ФБР подозревает Пола Бриггса. |            |                                           |                   |                               |                  |                     |
| 11 | 11         | «Счастливый конец» «Happy Endings»        | Сэнфорд Букставер | Джо Хендерсон и Эндрю Колвилл | 5 сентября 2013  | 1.90                |
| В поисках правды об исчезновении Хуана, Бриггс и Майк играют в опасную игру, что заставляет Бриггса сделать важное решение на счет своего будущего.                                                                      |            |                                           |                   |                               |                  |                     |
| 12 | 12         | «Залог» «Pawn»                            | Рассел Ли Файн    | Джефф Истин                   | 12 сентября 2013 | 2.05                |
| Бряц захватил в заложники Грейслендовцев, остальные объединяются, чтобы спасти своих товарищей. |            |                                           |                   |                               |                  |                     |

### Сезон 2 (2014)
| № общий | № в сезоне | Название                                   | Режиссёр          | Автор сценария                  | Дата премьеры    | Зрители в США (млн) |
| --- | ---------- | ------------------------------------------ | ----------------- | ------------------------------- | ---------------- | ------------------- |
| 13 | 1          | «Линия» «The Line»                         | Рассел Ли Файн    | Джефф Истин                     | 11 июня 2014     | 1.56                |
| Когда картель нанимает киллера, чтобы устранить Майка, он возвращается в Грейсленд, который уже не тот, что был раньше.                                                                         |            |                                            |                   |                                 |                  |                     |
| 14 | 2          | «Курс на сближение» «Connects»             | Стефен Суржик     | Дэвид Симкинс                   | 18 июня 2014     | 1.39                |
| Бриггс связываться со старым "знакомым", чтобы помочь Майку с информацией. Пейдж преследует производителя наркотиков.                                                                           |            |                                            |                   |                                 |                  |                     |
| 15 | 3          | «Динь-динь» «Tinker Bell»                  | Шери Фоксон       | Дэниэл Шаттук                   | 25 июня 2014     | 1.27                |
| Команда пытается найти людей, ответственных за ввоз контрабанды в страну. Джонни продает антикварный пистолет сыну главаря картеля.                                                             |            |                                            |                   |                                 |                  |                     |
| 16 | 4          | «Волшебный номер» «Magic Number»           | Марк Роскин       | Аарон Фуллертон                 | 9 июля 2014      | 1.16                |
| Бриггс и Чарли втягиваются в опасное дело. Джейкс использует свои же тайны для прикрытия. Ночь в клубе с Карлито показывает Джонни, насколько далеко он готов зайти ради дела.                  |            |                                            |                   |                                 |                  |                     |
| 17 | 5          | «С-Ч-А-С-Т-Л-И-В вдвойне» «H-A-Double-P-Y» | Сэнфорд Букставер | Райан Скотт                     | 16 июля 2014     | 1.04                |
| Неожиданный посетитель влияет на разделение власти в Грейсленде и ставит Майка в сомнительную ситуацию. Джонни рискует своим прикрытием, чтобы помочь Люсии.                                    |            |                                            |                   |                                 |                  |                     |
| 18 | 6          | «Невезунчик» «The Unlucky One»             | Дэвид Баррет      | Уильям Ротко                    | 23 июля 2014     | 1.46                |
| Охота Пейдж на наркоторговцев приводит её к торговцам людьми. Майк игнорирует правила и протокол, чтобы получить ответы по делу, но он быстро понимает, что без помощи Бриггса ему не обойтись. |            |                                            |                   |                                 |                  |                     |
| 19 | 7          | «Плохие ребята» «Los Malos»                | Сэнфорд Букставер | Карла Чинг                      | 30 июля 2014     | 1.20                |
| Майк сталкивается лицом к лицу со своим самым страшным врагом и клянется уничтожить его любой ценой, даже если это означает заставить агентов Грейсленд перейти все границы закона.             |            |                                            |                   |                                 |                  |                     |
| 20 | 8          | «Концы» «The Ends»                         | Олрик Райли       | Дэвид Симкинс                   | 6 августа 2014   | 1.16                |
| Чарли пытается наладить связь с грабителем банка в то время, как Джонни пытается сдержать свои чувства к дочери главаря картеля. Личная жизнь Бриггса создает осложнения для его прикрытия.     |            |                                            |                   |                                 |                  |                     |
| 21 | 9          | «Халява» «Gratis»                          | Ларри Тенг        | Дэниэл Шаттук                   | 13 августа 2014  | 1.27                |
| Планирование ограбления банка продолжается. Джонни и Люсия приезжают в картель Солано. |            |                                            |                   |                                 |                  |                     |
| 22 | 10         | «Голова свиньи» «The Head of the Pig»      | Лариса Кондрацки  | Аарон Фуллертон и Майк Голдберг | 20 августа 2014  | 1.06                |
| Бриггс и Пейдж решают использовать прикрытие Бриггса для завершения операции Майка. |            |                                            |                   |                                 |                  |                     |
| 23 | 11         | «Дом» «Home»                               | Дуан Кларк        | Райан Скотт и Крис Мази         | 27 августа 2014  | 1.28                |
| Бриггс узнает, что у кого-то в Грейсленде есть доказательство его преступлений прошлого. |            |                                            |                   |                                 |                  |                     |
| 24 | 12         | «Эхо» «Echoes»                             | Рассел Ли Файн    | Дэниэл Шаттук и Уильям Ротко    | 3 сентября 2014  | 1.14                |
| Когда кажется, что агенты уже расставили все сети картелю Солано, оказывается, у Сида припасено несколько трюков.                                                                               |            |                                            |                   |                                 |                  |                     |
| 25 | 13         | «Вера 7» «Faith 7»                         | Рассел Ли Файн    | Дэниэл Шаттук                   | 10 сентября 2014 | 1.23                |
| Близится момент ареста Сида и Солано, но даже самые лучшие планы могут разрушиться в такой момент.                                                                                              |            |                                            |                   |                                 |                  |                     |

### Сезон 3 (2015)
| № общий | № в сезоне | Название                                     | Режиссёр       | Автор сценария                 | Дата премьеры    | Зрители в США (млн) |
| ------- | ---------- | -------------------------------------------- | -------------- | ------------------------------ | ---------------- | ------------------- |
| 26      | 1          | «Третья положительная» «B-Positive»          | Ларри Тенг     | Джефф Истен                    | 25 июня 2015     | 1.01                |
| 27      | 2          | «Честер Читос» «Chester Cheeto»              | Ларри Тенг     | Дэниэл Шаттак                  | 2 июля 2015      | 0.99                |
| 28      | 3          | «Сенсорная память» «Sense Memory»            | Дуан Кларк     | Дерек Саймон                   | 9 июля 2015      | 0.92                |
| 29      | 4          | «Ага» «Aha»                                  | Даг Ханна      | Джейсон Ганзел                 | 16 июля 2015     | 0.82                |
| 30      | 5          | «Сосна» «Piñon Tree»                         | Дуан Кларк     | Крис Маси                      | 23 июля 2015     | 0.74                |
| 31      | 6          | «Змея» «Sidewinder»                          | Скотт Питерс   | Энди Блэк                      | 30 июля 2015     | 0.76                |
| 32      | 7          | «Счастливого пути» «Bon Voyage»              | Майя Врвило    | Мэтт Маклеод                   | 6 августа 2015   | 0.64                |
| 33      | 8          | «Комплекс спасителя» «Savior Complex»        | Тимоти Басфилд | Джессика Брикман               | 13 августа 2015  | 0.74                |
| 34      | 9          | «Рука славы» «Hand of Glory»                 | Стивен Серджик | ЭйДжей Марешаль и Эдди Серрано | 20 августа 2015  | 0.96                |
| 35      | 10         | «Мастер слабых связей» «Master of Weak Ties» | Люси Лью       | Джейсон Ганзел и Мэтт Маклеод  | 27 августа 2015  | 0.91                |
| 36      | 11         | «Тросы» «The Wires»                          | Мэри Хэррон    | Дэниэл Шаттак и Саманта Рифкин | 3 сентября 2015  | 0.81                |
| 37      | 12         | «Собака ловит машину» «Dog Catches Car»      | Ларри Тенг     | Дэниэл Шаттак                  | 10 сентября 2015 | 0.82                |
| 38      | 13         | «Никаких старых тигров» «No Old Tigers»      | Ларри Тенг     | Джефф Истен и Дэниэл Шаттак    | 17 сентября 2015 | 0.91                |